# 萩町 (豊川市)
萩町（はぎちょう）は、愛知県豊川市の町名。

## 地理
豊川市北西部に位置し、長沢町、千両町、平尾町、御油町、赤坂町、岡崎市鳥川町、同市大代町と接する。県道332号や県道377号が通り、山陰川がそれらの付近を流れる。山に囲まれ、田園の広がる自然豊かな地域である。

### 字一覧
出典:
- 油田（あぶらでん）
- 雨田（あまだ）
- 新屋（あらや）
- 井ノ口（いのくち）
- 岩田（いわた）
- 岩手（いわて）
- 牛沢（うしざわ）
- 後田奥（うしろだおく）
- 後田口（うしろだぐち）
- 大沢（おおさわ）
- 奥猿田（おくさるだ）
- 上大田面（かみおおためん）
- 上近久（かみちかひさ）
- 上長末（かみながすえ）
- 上西ノ谷（かみにしのや）
- 上林（かみばやし）
- 上森前（かみもりまえ）
- 口猿田（くちさるだ）
- 倉戸（くらと）
- 桑原（くわはら）
- ゲンザウ（げんざう）
- 小貝津（こがいつ）
- 小慶（こけい）
- 三反田（さんたんだ）
- 塩ノ田（しおのた）
- 下大田面（しもおおためん）
- 下坪（しもつぼ）
- 下長末（しもながすえ）
- 下西ノ谷（しもにしのや）
- 下林（しもばやし）
- 下室（しもむろ）
- 下森前（しももりまえ）
- 慈眼庵（じげんあん）
- 地蔵田（じぞうでん）
- 神田（じんでん）
- スカリ（すかり）
- 千甫地（せんぽち）
- 俗甫（ぞくほ）
- 滝沢（たきざわ）
- 大門（だいもん）
- 近久（ちかひさ）
- 中丸（ちゅうがん）
- ツイジ（ついじ）
- 筑田（つくだ）
- 手形（てがた）
- 寺前（てらまえ）
- 寺山（てらやま）
- 堂ノ上（どうのかみ）
- 土橋（どばし）
- 中大田面（なかおおためん）
- 中猿田（なかさるだ）
- 中林（なかばやし）
- 中屋敷（なかやしき）
- 中山（なかやま）
- 西馬場（にしばば）
- 二反田（にたんだ）
- 二斗目（にとめ）
- 萩沢口（はぎさわぐち）
- 萩沢奥（はぎざわおく）
- 八反田（はったんだ）
- 羽根（はね）
- 浜井場（はまいば）
- 馬場（ばば）
- 東ノ谷（ひがしのや）
- 広田（ひろた）
- 盆地沢（ぼんじがさわ）
- 前田（まえだ）
- 前田口（まえだぐち）
- 松下（まつした）
- 松葉（まつば）
- 丸山（まるやま）
- 南（みなみ）
- 宮前（みやまえ）
- 向山（むかいやま）
- 横山（よこやま）

## 世帯数・人口
2022年（令和４年）9月30日現在の世帯数と人口は以下の通りである。
| 町丁 | 世帯数  | 人口    |
| ---- | ------- | ------- |
| 萩町 | 515世帯 | 1,377人 |

## 学区
|  |  |

| 番・番地等 | 小学校           | 中学校             | 高等学校普通科 |
| ---------- | ---------------- | ------------------ | -------------- |
| 全域       | 豊川市立萩小学校 | 豊川市立音羽中学校 | 三河学区       |

## 歴史
- 1876年（明治9年） - 上萩村と下萩村が合併し、萩村となる。
- 1884年（明治17年） - 赤坂村と共同で戸長役場を設置。
- 1889年（明治22年） - 戸長役場を廃止。
- 1955年（昭和30年）4月1日 - 萩村、長沢村、赤坂町が合併し、音羽町となる。
- 2008年（平成20年）1月15日 - 音羽町が豊川市に編入され、豊川市萩町、同長沢町、同赤坂町となり、今に至る。

## 神社・仏閣
- 上賀茂神社[6]
- 熊野神社[7]
- 下賀茂神社[8]
- 神明社[9]
- 日吉神社[10]
- 冨士神社[11]
- 慈恩寺[12]
- 善住禅寺[13]
- 龍源寺[14]

## 観光・史跡
- コバノミツバツツジの群生地 - 冨士神社や善住禅寺の周辺にコバノミツバツツジが群生しており、観光名所となっている[15]。

## 施設
- 豊川市萩地区市民館
- 豊川市音羽運動公園
- 特別養護老人ホーム ジャルダン・リラ

## 交通機関
- 名古屋鉄道名古屋本線
  - 名電赤坂駅
- 豊川市コミュニティバス-音羽地区地域路線